# Cuencas costeras entre río Pascua, límite regional y archipiélago Guayeco
Las cuencas costeras entre río Pascua, límite regional y archipiélago Guayeco son varias cuencas contiguas exorreicas costeras y en islas de régimen pluvial ubicadas en la Región de Aysén del General Carlos Ibáñez del Campo y que la Dirección General de Aguas reúne en el ítem 118 del inventario BNA de cuencas de Chile. Cubren un área de 1.655.505 hectáreas.

der

## Límites y relieve

Comunas, departamentos y cuencas en torno al ítem 121 del inventario BNA de cuencas de Chile. Las líneas azules son cuencas/ítems, las rojas son las comunas.

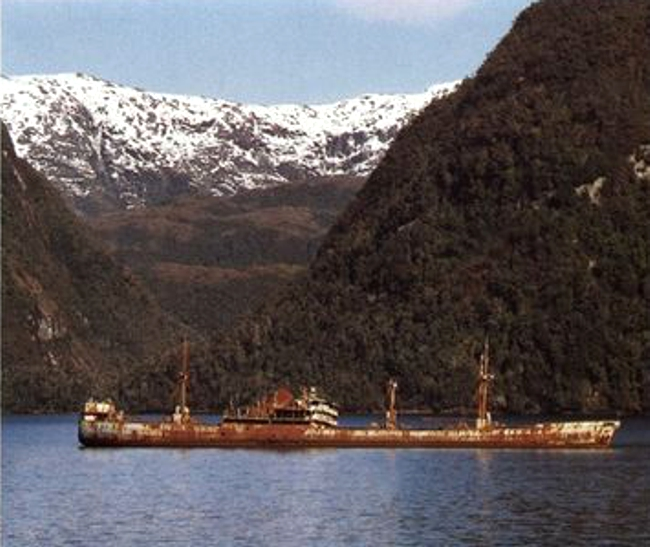
Los restos del encallado "Capitán Leónidas" rodeado por las riberas abruptas y boscosas del canal Messier.

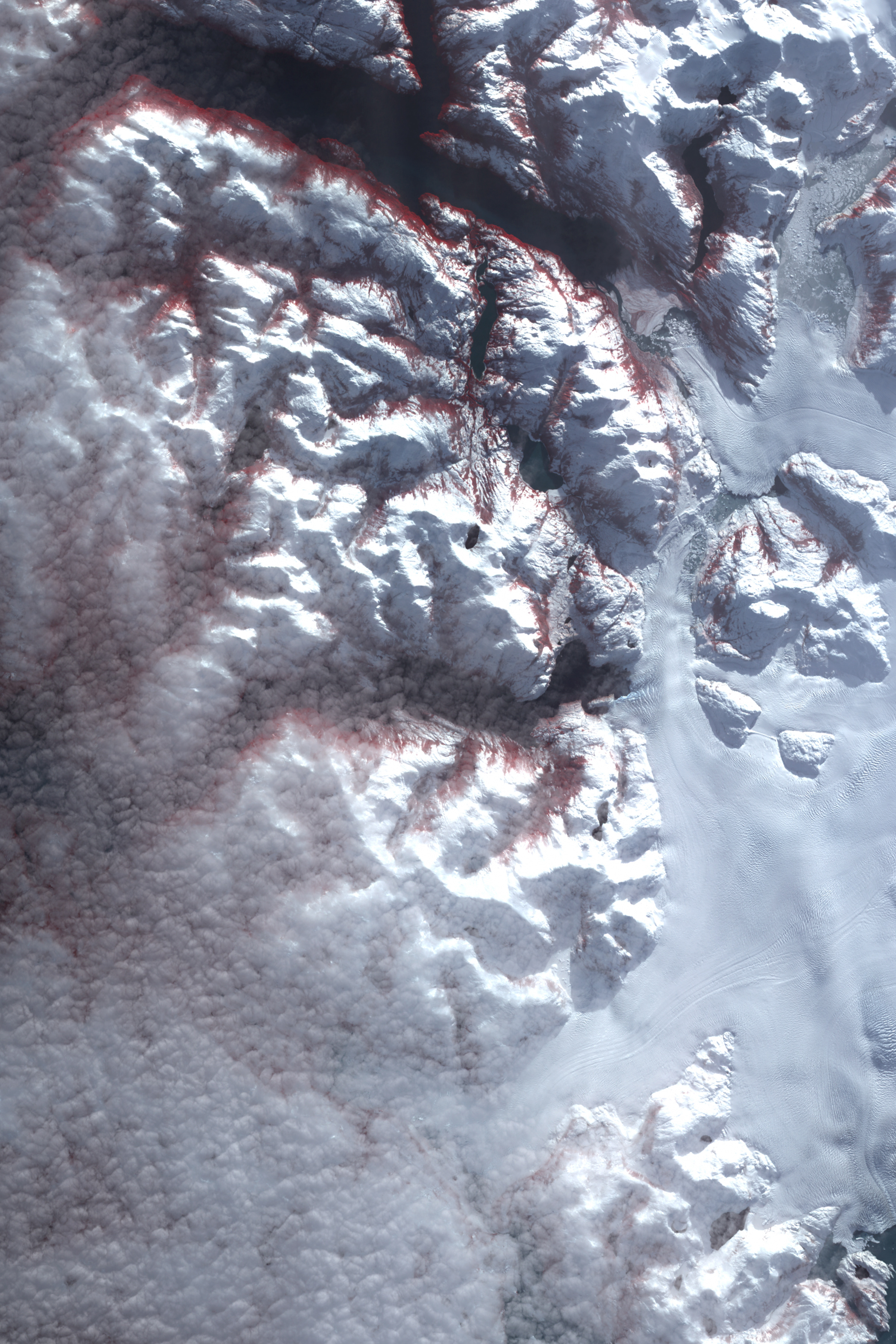
Muchos lugares de la zona son conocidos solo por fotografías satelitales, como esta del lago Témpanos.

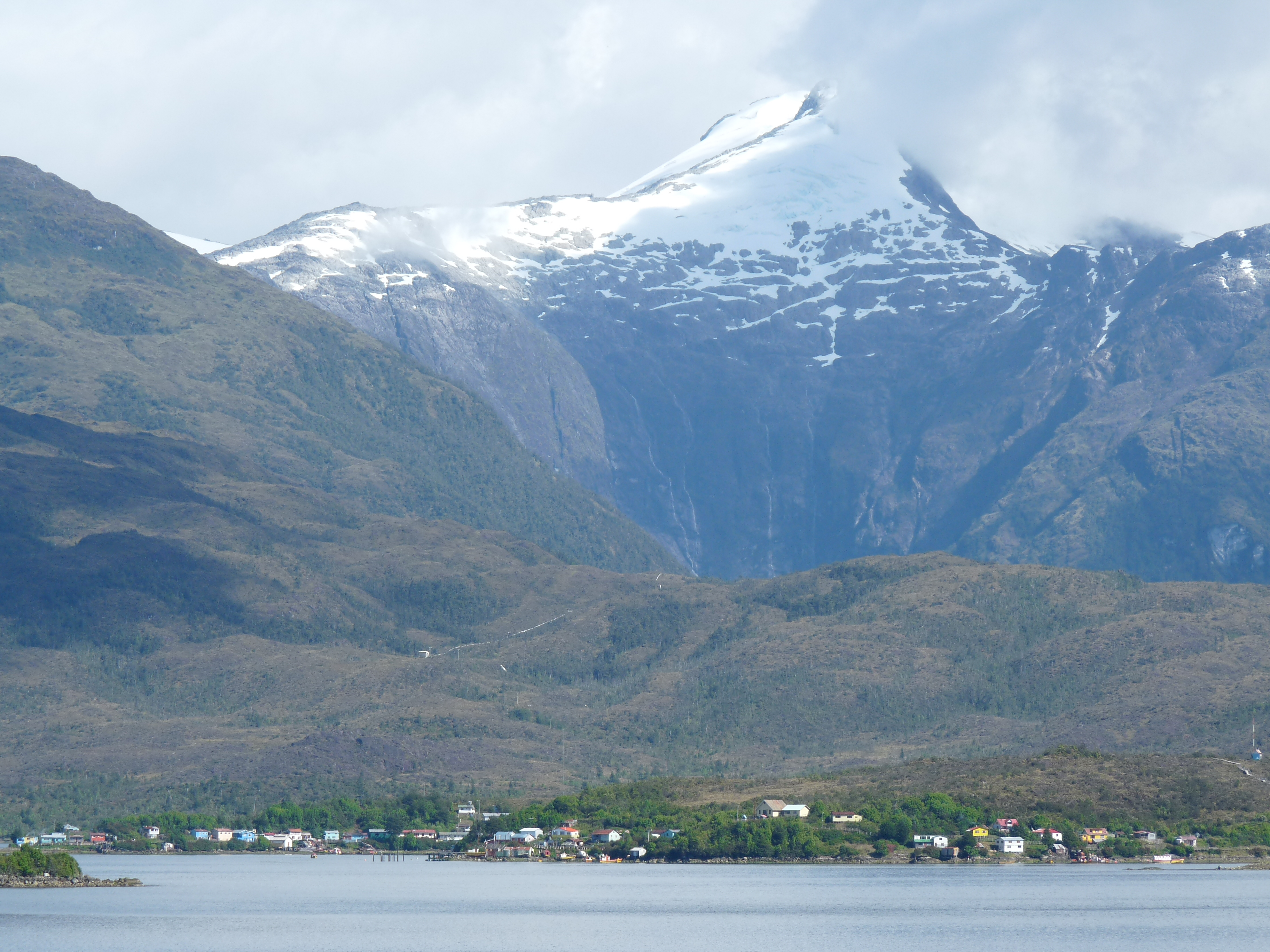
Puerto Edén, uno de los pocos poblados de la zona, está ubicado al sur y fuera del ítem 118.

Desde el punto de vista político, el ítem está ubicado en el extremo suroeste de la Comuna de Tortel de la Provincia Capitán Prat en la Región de Aysén. Con respecto a la distribución de cuencas, el ítem cubre las islas y la zona occidental de la parte continental, que está parcialmente cubierta por el extremo norte del campo de hielo patagónico sur cuya divisoria de aguas es el límite con la cuenca del río Pascua (117). Al norte limita con la cuenca del río Bravo (Mitchell) (116) y con las cuencas costeras e islas entre río Aysén, río Baker y canal Gral. Martínez (114).
Cabe señalar la discrepancia entre las 1.655.505 hectáreas del ítem y 1.067.147 hectáreas que se obtienen de la suma de las áreas comunales (1.058.944,125+8.203,033). Esto puede deberse a que los canales no sean considerados parte de las respectivas comunas.

## Población
El sistema de información y monitoreo de biodiversidad del Ministerio del Medio Ambiente de Chile señala la siguiente distribución de la superficie de la cuenca entre las comunas (el porcentaje es de la cuenca):
| Región                                    | Provincia        | Comuna  | Hectáreas     | Porcentaje |
| ----------------------------------------- | ---------------- | ------- | ------------- | ---------- |
| Aysén del General Carlos Ibáñez del Campo |                  |         | 1.058.944,125 | 63,965%    |
|                                           | Capitán Prat     |         | 1.058.944,125 | 63,965%    |
|                                           |                  | Tortel  | 1.058.944,125 | 63,965%    |
| Magallanes y de la Antártica Chilena      |                  |         | 8.203,033     | 0,496%     |
|                                           | Última Esperanza |         | 8.203,033     | 0,496%     |
|                                           |                  | Natales | 8.203,033     | 0,496%     |

- Puerto Edén

## Subdivisiones
La Dirección General de Aguas subdivide o reúne las cuencas de Chile acorde a las necesidades de estudio y gestión. Existen dos inventarios que han logrado ser aceptados como principales, el inventario de cuencas del Banco Nacional de Aguas (BNA) de 1978, de mayor uso, y el inventario de cuencas del Departamento de Administración de Recursos Hídricos (DARH) de 2014 de mejor cartografía que ha obligado a redefinir algunos límites, a veces con cambios mayores, pero también por algunas redefiniciones del concepto de subcuenca.
Bajo el BNA el código del ítem es 118 y con el DARH es 1108.
La subdivisión del BNA es como sigue:
| Cuenca                                                                       | Subcuenca | Subsubcuenca | Aguas                                                      | Área drenaje km² | Observaciones |
| ---------------------------------------------------------------------------- | --------- | ------------ | ---------------------------------------------------------- | ---------------- | ------------- |
| 118 Costeras entre Río Pascua, límite regional y Archipiélago Guayeco (mapa) |           |              |                                                            |                  |               |
| 118                                                                          | 1160      | 11600        | Costeras entre Río Baker y Río Bravo                       | 283              |               |
| 118                                                                          | 1180      | 11800        | Costeras del Canal Baker                                   | 2003             |               |
| 118                                                                          | 1180      | 11801        | Costeras fiordo Nef                                        | 284              |               |
| 118                                                                          | 1180      | 11802        | Península Sweet                                            | 651              |               |
| 118                                                                          | 1180      | 11803        | Costeras entre Península Sweet y fiordo Bernardo           | 1936             |               |
| 118                                                                          | 1180      | 11804        | Costeras entre fiordo Bernardo y Límite Región             | 712              |               |
| 118                                                                          | 1181      | 11810        | Isla van der Meulen                                        | 514              |               |
| 118                                                                          | 1181      | 11811        | Isla Galdalengh                                            | 271              |               |
| 118                                                                          | 1181      | 11812        | Isla Ofhidro                                               | 172              |               |
| 118                                                                          | 1181      | 11813        | Isla Farquilar                                             | 298              |               |
| 118                                                                          | 1182      | 11820        | Isla Byron                                                 | 1094             |               |
| 118                                                                          | 1182      | 11821        | Isla Wacer                                                 | 462              |               |
| 118                                                                          | 1182      | 11822        | Isla Juan Stuven                                           | 1251             |               |
| 118                                                                          | 1182      | 11823        | Isla Millar                                                | 125              |               |
| 118                                                                          | 1182      | 11824        | Isla Royal Oak                                             | 19               |               |
| 118                                                                          | 1182      | 11825        | Isla Schlucht                                              | 70               |               |
| 118                                                                          | 1182      | 11826        | Isla Schater                                               | 33               |               |
| 118                                                                          | 1182      | 11827        | Isla Hornby                                                | 34               |               |
| 118                                                                          | 1183      | 11830        | Isla Campana (Archipiélago Guayeco)                        | 2606             |               |
| 118                                                                          | 1184      | 11840        | Isla Prat (Archipiélago Guayeco)                           | 961              |               |
| 118                                                                          | 1185      | 11850        | Isla Serrano (Archipiélago Guayeco)                        | 1574             |               |
| 118                                                                          | 1186      | 11860        | Isla Patricio Lynch                                        | 846              |               |
| 118                                                                          | 1187      | 11870        | Isla Cabrales                                              | 480              |               |
| 118                                                                          | 1187      | 11871        | Isla Riquelme                                              | 101              |               |
| 118                                                                          | 1187      | 11872        | Isla Hyatt                                                 | 64               |               |
| total:                                                                       | 9         | 25           | Región: XI (100%) / Tipo: Exorreica / Desemb.: O. Pacífico | 16844            |               |

La disposición de cuencas en el inventario DARH es la siguiente:
| Código   | Nombre                                                                     | Código en mapa                                                             | Tipología de cuenca                                                        | Vertiente de cuenca                                                        | Origen de cuenca                                                           | Temperatura media anual (C°)                                               | Temperatura máxima (C°)                                                    | Temperatura mínima (C°)                                                    | Precipitación anual (mm)                                                   | Número de estaciones fluviométricas                                        | Número de estaciones pluviométricas                                        | Área (km²)                                                                 |
| -------- | -------------------------------------------------------------------------- | -------------------------------------------------------------------------- | -------------------------------------------------------------------------- | -------------------------------------------------------------------------- | -------------------------------------------------------------------------- | -------------------------------------------------------------------------- | -------------------------------------------------------------------------- | -------------------------------------------------------------------------- | -------------------------------------------------------------------------- | -------------------------------------------------------------------------- | -------------------------------------------------------------------------- | -------------------------------------------------------------------------- |
| 1108     | Cuencas Costeras entre Río Pascua y límite Regional Archipiélago Guaitecas | Cuencas Costeras entre Río Pascua y límite Regional Archipiélago Guaitecas | Cuencas Costeras entre Río Pascua y límite Regional Archipiélago Guaitecas | Cuencas Costeras entre Río Pascua y límite Regional Archipiélago Guaitecas | Cuencas Costeras entre Río Pascua y límite Regional Archipiélago Guaitecas | Cuencas Costeras entre Río Pascua y límite Regional Archipiélago Guaitecas | Cuencas Costeras entre Río Pascua y límite Regional Archipiélago Guaitecas | Cuencas Costeras entre Río Pascua y límite Regional Archipiélago Guaitecas | Cuencas Costeras entre Río Pascua y límite Regional Archipiélago Guaitecas | Cuencas Costeras entre Río Pascua y límite Regional Archipiélago Guaitecas | Cuencas Costeras entre Río Pascua y límite Regional Archipiélago Guaitecas | Cuencas Costeras entre Río Pascua y límite Regional Archipiélago Guaitecas |
| 11080000 | Costera Sur del Canal Baker                                                | 231                                                                        | Exorreica                                                                  | Pacífico                                                                   | Pluvial                                                                    | 5.1                                                                        | 13.5                                                                       | -1.8                                                                       | 1935.2                                                                     | 0                                                                          | 0                                                                          | 1810.6                                                                     |
| 11080001 | Costeras Fiordo Nef                                                        | 232                                                                        | Exorreica                                                                  | Pacífico                                                                   | Pluvial                                                                    | 6.1                                                                        | 13.6                                                                       | -0.2                                                                       | 2700.5                                                                     | 0                                                                          | 0                                                                          | 254.5                                                                      |
| 11080002 | Península Sweet                                                            | 233                                                                        | Exorreica                                                                  | Pacífico                                                                   | Pluvial                                                                    | 6.7                                                                        | 13.7                                                                       | 0.9                                                                        | 3237.0                                                                     | 0                                                                          | 0                                                                          | 526.8                                                                      |
| 11080003 | Costeras entre Península Sweet y Fiordo Bernardo                           | 234                                                                        | Exorreica                                                                  | Pacífico                                                                   | Pluvial                                                                    | 3.9                                                                        | 12.3                                                                       | -3.1                                                                       | 1943.1                                                                     | 0                                                                          | 0                                                                          | 2261.0                                                                     |
| 11080004 | Costeras entre Fiordo Bernardo y Limite Región                             | 235                                                                        | Exorreica                                                                  | Pacífico                                                                   | Pluvial                                                                    | 6.2                                                                        | 13.9                                                                       | -0.2                                                                       | 2736.8                                                                     | 0                                                                          | 0                                                                          | 574.2                                                                      |
| 11080100 | Isla Ofhidro                                                               | 236                                                                        | Exorreica                                                                  | Pacífico                                                                   | Pluvial                                                                    | 6.6                                                                        | 14.3                                                                       | 0.2                                                                        | 2670.3                                                                     | 0                                                                          | 0                                                                          | 131.1                                                                      |
| 11080101 | Isla Galdalengh                                                            | 237                                                                        | Exorreica                                                                  | Pacífico                                                                   | Pluvial                                                                    | 6.9                                                                        | 14.2                                                                       | 0.8                                                                        | 3072.4                                                                     | 0                                                                          | 0                                                                          | 196.3                                                                      |
| 11080102 | Isla van der Meulén                                                        | 238                                                                        | Exorreica                                                                  | Pacífico                                                                   | Pluvial                                                                    | 7.0                                                                        | 14.0                                                                       | 1.2                                                                        | 3364.1                                                                     | 0                                                                          | 0                                                                          | 276.3                                                                      |
| 11080103 | Isla Farquilar                                                             | 239                                                                        | Exorreica                                                                  | Pacífico                                                                   | Pluvial                                                                    | 6.6                                                                        | 13.9                                                                       | 0.6                                                                        | 3182.2                                                                     | 0                                                                          | 0                                                                          | 162.4                                                                      |
| 11080200 | Isla Wacer                                                                 | 240                                                                        | Exorreica                                                                  | Pacífico                                                                   | Pluvial                                                                    | 8.0                                                                        | 14.1                                                                       | 3.1                                                                        | 4189.0                                                                     | 0                                                                          | 0                                                                          | 103.0                                                                      |
| 11080201 | Isla Byron                                                                 | 241                                                                        | Exorreica                                                                  | Pacífico                                                                   | Pluvial                                                                    | 8.1                                                                        | 14.0                                                                       | 3.2                                                                        | 4100.7                                                                     | 0                                                                          | 0                                                                          | 213.0                                                                      |
| 11080202 | Isla Juan Stuven                                                           | 242                                                                        | Exorreica                                                                  | Pacífico                                                                   | Pluvial                                                                    | 7.7                                                                        | 13.8                                                                       | 2.6                                                                        | 4164.9                                                                     | 0                                                                          | 0                                                                          | 735.8                                                                      |
| 11080203 | Isla Millar                                                                | 243                                                                        | Exorreica                                                                  | Pacífico                                                                   | Pluvial                                                                    | 7.6                                                                        | 14.0                                                                       | 2.3                                                                        | 3943.6                                                                     | 0                                                                          | 0                                                                          | 45.8                                                                       |
| 11080204 | Isla Royal Oak                                                             | 244                                                                        | Exorreica                                                                  | Pacífico                                                                   | Pluvial                                                                    | 0.0                                                                        | 0.0                                                                        | 0.0                                                                        | 0.0                                                                        | 0                                                                          | 0                                                                          | 7.4                                                                        |
| 11080205 | Isla Schater                                                               | 245                                                                        | Exorreica                                                                  | Pacífico                                                                   | Pluvial                                                                    | 8.0                                                                        | 14.4                                                                       | 2.7                                                                        | 4003.0                                                                     | 0                                                                          | 0                                                                          | 20.1                                                                       |
| 11080206 | Isla Hornby                                                                | 246                                                                        | Exorreica                                                                  | Pacífico                                                                   | Pluvial                                                                    | 7.4                                                                        | 13.8                                                                       | 2.0                                                                        | 3939.2                                                                     | 0                                                                          | 0                                                                          | 15.3                                                                       |
| 11080207 | Isla Schlucht                                                              | 247                                                                        | Exorreica                                                                  | Pacífico                                                                   | Pluvial                                                                    | 7.6                                                                        | 14.0                                                                       | 2.2                                                                        | 3970.2                                                                     | 0                                                                          | 0                                                                          | 40.5                                                                       |
| 110803   | Isla Prat (Archipiélago Guayeco)                                           | 0                                                                          | Exorreica                                                                  | Pacífico                                                                   | Pluvial                                                                    | 6.8                                                                        | 13.0                                                                       | 1.5                                                                        | 4100.9                                                                     | 0                                                                          | 0                                                                          | 750.0                                                                      |
| 110804   | Costeras entre Río Cisnes y Punta San Andrés                               | 0                                                                          | Exorreica                                                                  | Pacífico                                                                   | Pluvial                                                                    | 6.7                                                                        | 13.3                                                                       | 1.1                                                                        | 3851.2                                                                     | 0                                                                          | 0                                                                          | 1057.3                                                                     |
| 110805   | Costeras entre Río Cisnes y Punta San Andrés                               | 0                                                                          | Exorreica                                                                  | Pacífico                                                                   | Pluvial                                                                    | 7.1                                                                        | 13.0                                                                       | 2.1                                                                        | 4361.2                                                                     | 0                                                                          | 0                                                                          | 1262.8                                                                     |
| 110806   | Isla Patricio Lynch                                                        | 0                                                                          | Exorreica                                                                  | Pacífico                                                                   | Pluvial                                                                    | 7.4                                                                        | 13.2                                                                       | 2.4                                                                        | 4604.5                                                                     | 0                                                                          | 0                                                                          | 543.8                                                                      |
| 11080700 | Isla Cabrales                                                              | 248                                                                        | Exorreica                                                                  | Pacífico                                                                   | Pluvial                                                                    | 7.3                                                                        | 13.1                                                                       | 2.3                                                                        | 4738.1                                                                     | 0                                                                          | 0                                                                          | 188.6                                                                      |
| 11080701 | Isla Riquelme                                                              | 249                                                                        | Exorreica                                                                  | Pacífico                                                                   | Pluvial                                                                    | 8.2                                                                        | 14.1                                                                       | 3.1                                                                        | 4646.5                                                                     | 0                                                                          | 0                                                                          | 61.2                                                                       |
| 11080702 | Isla Hyatt                                                                 | 250                                                                        | Exorreica                                                                  | Pacífico                                                                   | Pluvial                                                                    | 7.1                                                                        | 12.9                                                                       | 2.0                                                                        | 4730.8                                                                     | 0                                                                          | 0                                                                          | 33.7                                                                       |

## Hidrología

### Red hidrográfica
Los cuerpos de agua considerados en esta categoría son:

### Caudales y régimen
El inventario DARH considera todas las cuencas en este ítem como de origen pluvial.

### Humedales
El sitio web del Ministerio del Medio Ambiente no registra humedales reconocidos de tipo alguno en este ítem.

### Glaciares
El inventario público de glaciares de Chile 2022 registra en estas cuencas 356 glaciares que cubren un área de 1053,61 km² y se estima que almacenan un volumen de agua de 170,79 km³.

## Clima

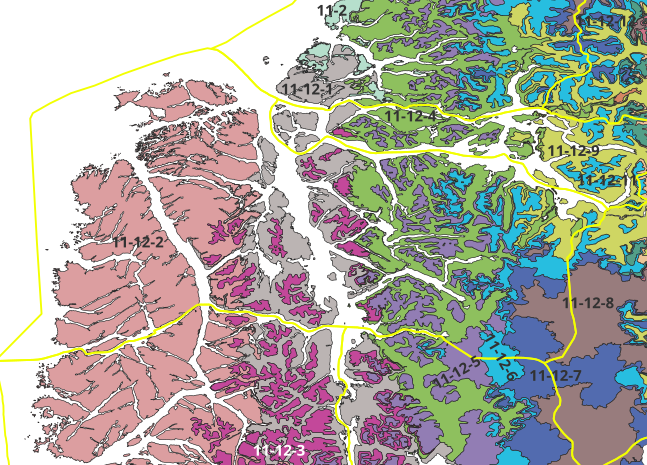
Distritos agroclimáticos en el ítem 118 del inventario BNA de cuencas según el Atlas agroclimático de Chile. las líneas amarillas son los límites de las cuencas o ítems.

El Atlas agroclimático de Chile distingue nueve distritos climáticos en la cuenca:
- 11-12-1 Templado frío con régimen de humedad hídrico (CfcHi). La temperatura oscila entre un máximo de enero de 16 °C y un mínimo de julio de 1,2 °C. Tiene un promedio de 110 días consecutivos libres de heladas. En el año se registra un promedio de 72 heladas. El periodo de temperaturas favorables a la actividad vegetativa dura 3 meses. Registra anualmente 251 días grado y 1.804 horas de frío acumuladas hasta el 31 de Julio. La precipitación media anual es de 2.981 mm y un periodo seco de 0 meses, con un déficit hídrico de 0 mm/año. El período húmedo dura 12 meses durante los cuales se produce un excedente hídrico de 2.266 mm.
- 11-12-2 Tundra (ET). La temperatura oscila entre un máximo de enero de 13,2 °C y un mínimo de julio de 1.8 °C. Tiene un promedio de 50 días consecutivos libres de heladas. En el año se registra un promedio de 71 heladas. El periodo de temperaturas favorables a la actividad vegetativa dura 0 meses. Registra anualmente 117 días grado y 1.800 horas de frío acumuladas hasta el 31 de Julio. La precipitación media anual es de 3.849 mm y un periodo seco de 0 meses, con un déficit hídrico de 0 mm/año. El período húmedo dura 12 meses durante los cuales se produce un excedente hídrico de 3.297 mm.
- 11-12-3 Tundra (ET). La temperatura oscila entre un máximo de enero de 13,5 °C y un mínimo de julio de 0,2 °C. Tiene un promedio de 0 días consecutivos libres de heladas. En el año se registra un promedio de 123 heladas. El periodo de temperaturas favorables a la actividad vegetativa dura 0 meses. Registra anualmente 112 días grado y 1.800 horas de frío acumuladas hasta el 31 de Julio. La precipitación media anual es de 3.072 mm y un periodo seco de 0 meses, con un déficit hídrico de 0 mm/año. El período húmedo dura 12 meses durante los cuales se produce un excedente hídrico de 2.418 mm.
- 11-12-4 Templado frío con régimen de humedad hiper húmedo (CfcpH). La temperatura oscila entre un máximo de enero de 16,9 °C y un mínimo de julio de -0,5 °C. Tiene un promedio de 98 días consecutivos libres de heladas. En el año se registra un promedio de 108 heladas. El periodo de temperaturas favorables a la actividad vegetativa dura 3 meses. Registra anualmente 293 días grado y 1.822 horas de frío acumuladas hasta el 31 de Julio. La precipitación media anual es de 2.341 mm y un periodo seco de 0 meses, con un déficit hídrico de 10 mm/año. El período húmedo dura 11 meses durante los cuales se produce un excedente hídrico de 1.516 mm.
- 11-12-5 Tundra (ET). La temperatura oscila entre un máximo de enero de 15,1 °C y un mínimo de julio de -1,7 °C. Tiene un promedio de 0 días consecutivos libres de heladas. En el año se registra un promedio de 166 heladas. El periodo de temperaturas favorables a la actividad vegetativa dura 0 meses. Registra anualmente 168 días grado y 1.800 horas de frío acumuladas hasta el 31 de Julio. La precipitación media anual es de 2.500 mm y un periodo seco de 0 meses, con un déficit hídrico de 0 mm/año. El período húmedo dura 12 meses durante los cuales se produce un excedente hídrico de 1.702 mm.
- 11-12-6 Tundra (ET). La temperatura oscila entre un máximo de enero de 13,6 °C y un mínimo de julio de -2,9 °C. Tiene un promedio de 0 días consecutivos libres de heladas. En el año se registra un promedio de 211 heladas. El periodo de temperaturas favorables a la actividad vegetativa dura 0 meses. Registra anualmente 104 días grado y 1.800 horas de frío acumuladas hasta el 31 de Julio. La precipitación media anual es de 1.854 mm y un periodo seco de 0 meses, con un déficit hídrico de 7 mm/año. El período húmedo dura 11 meses durante los cuales se produce un excedente hídrico de 1.047 mm.
- 11-12-7 Tundra (ET). La temperatura oscila entre un máximo de enero de 9,9 °C y un mínimo de julio de -4,7 °C. Tiene un promedio de 0 días consecutivos libres de heladas. En el año se registra un promedio de 283 heladas. El periodo de temperaturas favorables a la actividad vegetativa dura 0 meses. Registra anualmente 25 días grado y 1.800 horas de frio acumuladas hasta el 31 de Julio. La precipitación media anual es de 1.950 mm y un periodo seco de 0 meses, con un déficit hídrico de 0 mm/año. El período húmedo dura 12 meses durante los cuales se produce un excedente hídrico de 1.186 mm.
- 11-12-8 Polar (EH). La temperatura oscila entre un máximo de enero de 4,6 °C y un mínimo de julio de -7,3 °C. Tiene un promedio de 0 días consecutivos libres de heladas. En el año se registra un promedio de 355 heladas. El periodo de temperaturas favorables a la actividad vegetativa dura 0 meses. Registra anualmente 0 días grado y 1.800 horas de frío acumuladas hasta el 31 de Julio. La precipitación media anual es de 1.806 mm y un periodo seco de 0 meses, con un déficit hídrico de 0 mm/año. El período húmedo dura 12 meses durante los cuales se produce un excedente hídrico de 1.132 mm.
- 11-12-9 Templado frío con régimen de humedad húmedo (Cfcf). La temperatura oscila entre un máximo de enero de 17,9 °C y un mínimo de julio de -2,7 °C. Tiene un promedio de 90 días consecutivos libres de heladas. En el año se registra un promedio de 150 heladas. El periodo de temperaturas favorables a la actividad vegetativa dura 3 meses. Registra anualmente 332 días grado y 1.849 horas de frio acumuladas hasta el 31 de Julio. La precipitación media anual es de 1.484 mm y un periodo seco de 0 meses, con un déficit hídrico de 124 mm/año. El período húmedo dura 8 meses durante los cuales se produce un excedente hídrico de 644 mm.

Diagrama Walter Lieth en las coordenadas 48.225S 74.643W a una orilla del canal Messier, en la Región de Aysén de Chile.

Los diagramas Walter Lieth muestran con un área azul los periodos en que las precipitaciones sobrepasan la cantidad de agua que el calor del sol evapora en el mismo lapso de tiempo, (un promedio de 10 °C mensuales evaporan 20 mm de agua caída) dejando un clima húmedo. Por el contrario, las zonas amarillas indican que durante ese tiempo el agua caída puede ser evaporada por el calor del sol. El área azul obscura señala meses muy húmedos.

## Áreas bajo protección oficial y conservación de la biodiversidad
El Ministerio del Medio Ambiente registra tres espacios protegidos en este ítem: 
- Area marina costera protegida Tortel
- Parque nacional Bernardo O'Higgins
- Reserva forestal Katalalixar (Ver Reserva nacional Katalalixar)

Bajo el concepto de "otras designaciones" están enlistadas:
- Bien nacional protegido Ventisquero Montt
- Reserva de la biósfera Laguna San Rafael